# Pascal Durand

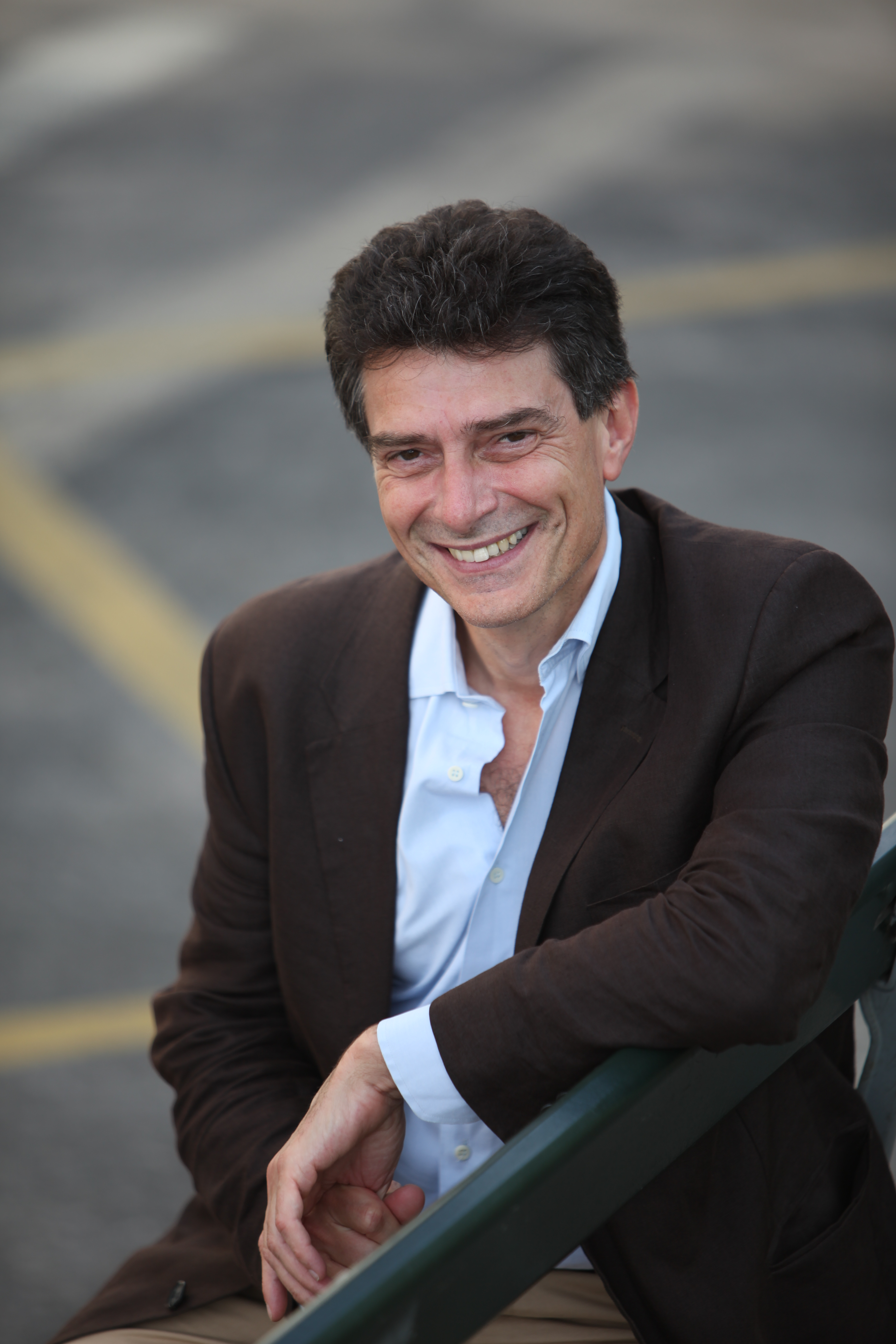
Pascal Durand

Pascal Durand (* 3. Oktober 1960 in Montreuil) ist ein französischer Politiker (ehemals Europe Écologie-Les Verts (EELV)). Er ist seit 2014 Abgeordneter im Europäischen Parlament.

## Leben
Pascal Durand stammt aus einer kommunistischen Widerstandsfamilie. Seine Mutter hatte eine leitende Rolle bei der PCF und der Union des femmes, wurde aber 1968 wegen ihrer oppositionellen Haltung zum sowjetischen Einmarsch in die Tschechoslowakei aus der Partei ausgeschlossen. Für Pascal Durand war dies ein prägendes Ereignis. Als Schüler unterstützte er bei den Präsidentschaftswahlen 1974 die Kampagne des ökologischen Kandidaten René Dumont und engagierte sich gegen die Atomkraft. Er studierte in Paris Jura und wurde 1968 Anwalt.
Im Jahre 2006 traf Pascal Durand mit Nicolas Hulot zusammen und arbeitete mit ihm u. a. im Vorfeld der Präsidentschaftswahlen 2007 an seinem Pacte écologique. Er leitete 2009 die Kampagne des von Daniel Cohn-Bendit gegründeten Wahlbündnisses Europe Écologie bei der Europawahl und war so maßgeblich am großen Wahlerfolg beteiligt.
Am 23. Juni 2012 wurde er als Nachfolger von Cécile Duflot zum neuen Generalsekretär der Partei Europe Écologie Les Verts gewählt. Schon gut ein Jahr später, am 25. September 2013, verließ er wieder die Führungsspitze aufgrund von innerparteilicher Kritik an seiner Haltung zur französischen Regierung, an der EELV beteiligt war.
Pascal Durand ist seit 2014 Abgeordneter im Europäischen Parlament. Dort ist er Mitglied im Ausschuss für Binnenmarkt und Verbraucherschutz, im Ausschuss für konstitutionelle Fragen und in der Delegation für die Beziehungen zur Föderativen Republik Brasilien.
Bei der Europawahl 2019 wurde er auf der Liste Renaissance der Regierungspartei La République en Marche erneut ins Europäische Parlament gewählt. Am 30. November 2022 verließ er die liberale Fraktion Renew Europe und trat der Fraktion der Progressiven Allianz der Sozialdemokraten im Europäischen Parlament bei.